# Театр огня

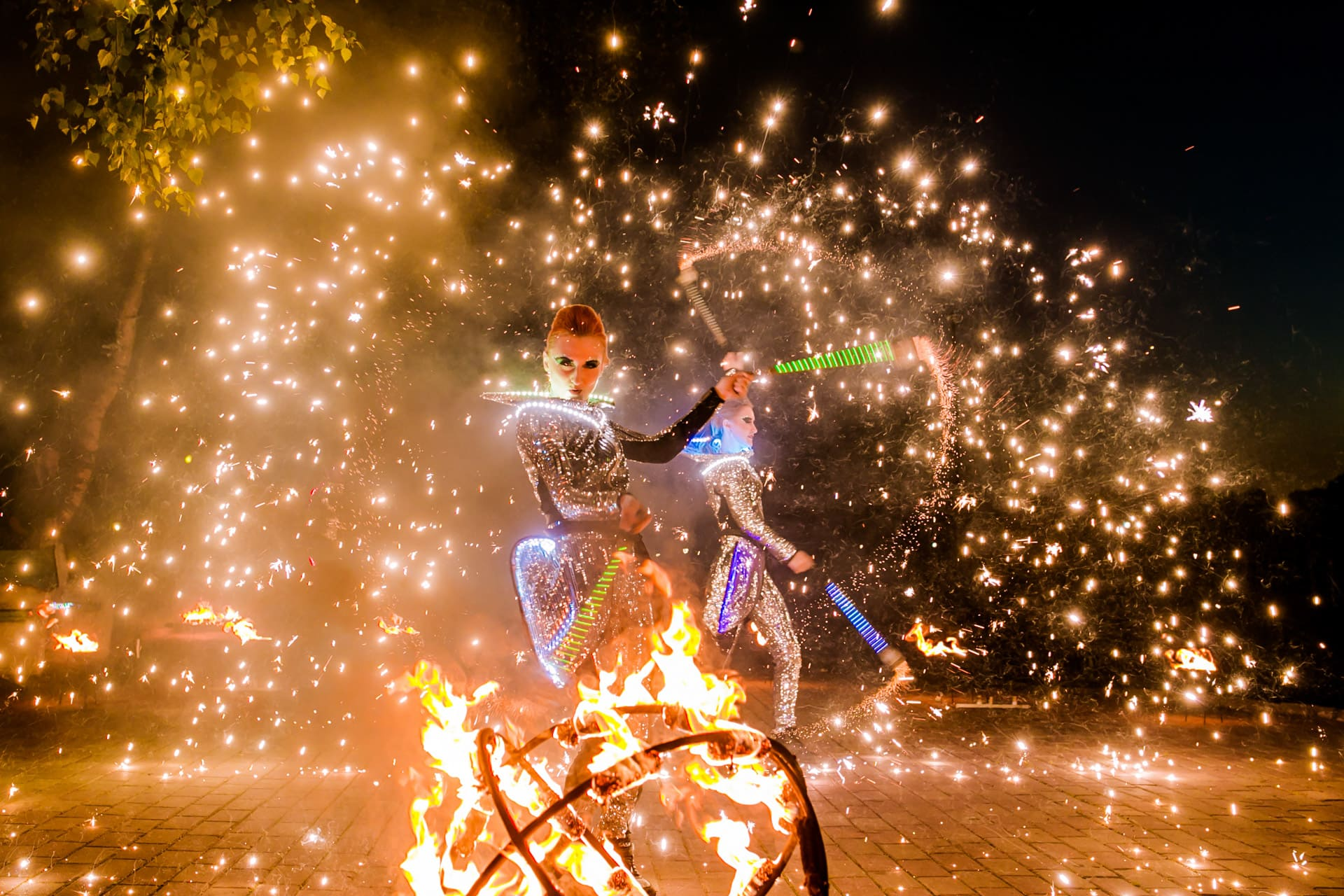
Огненное шоу «SilverFire». Театр огня и света «Pulsar»

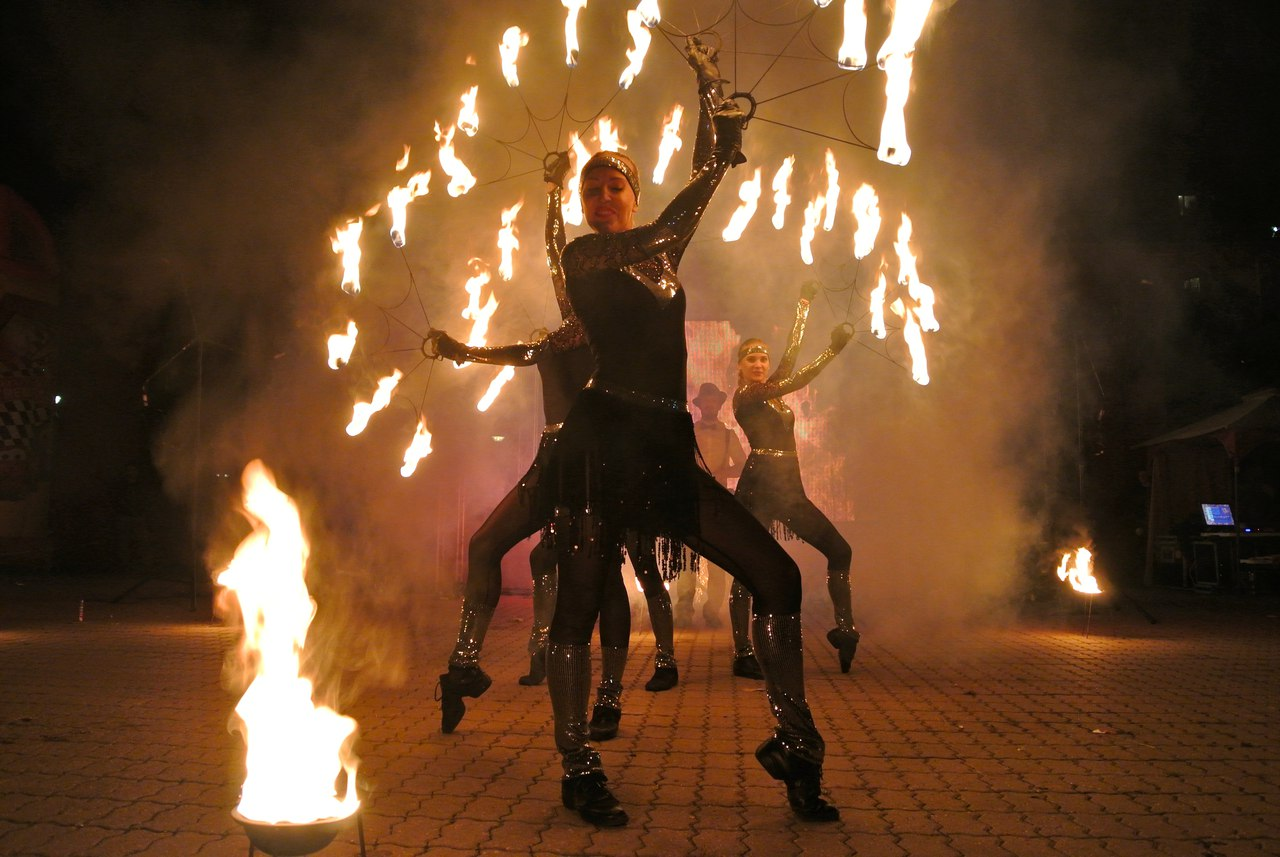
Огненное шоу под названием «Гетсби». Театр огня Обертаевой

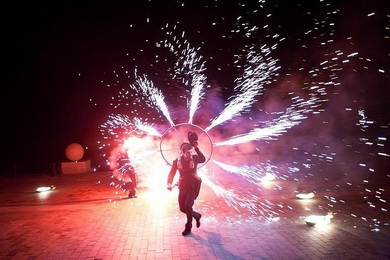
«Васана» - театр огня из Санкт-Петербурга

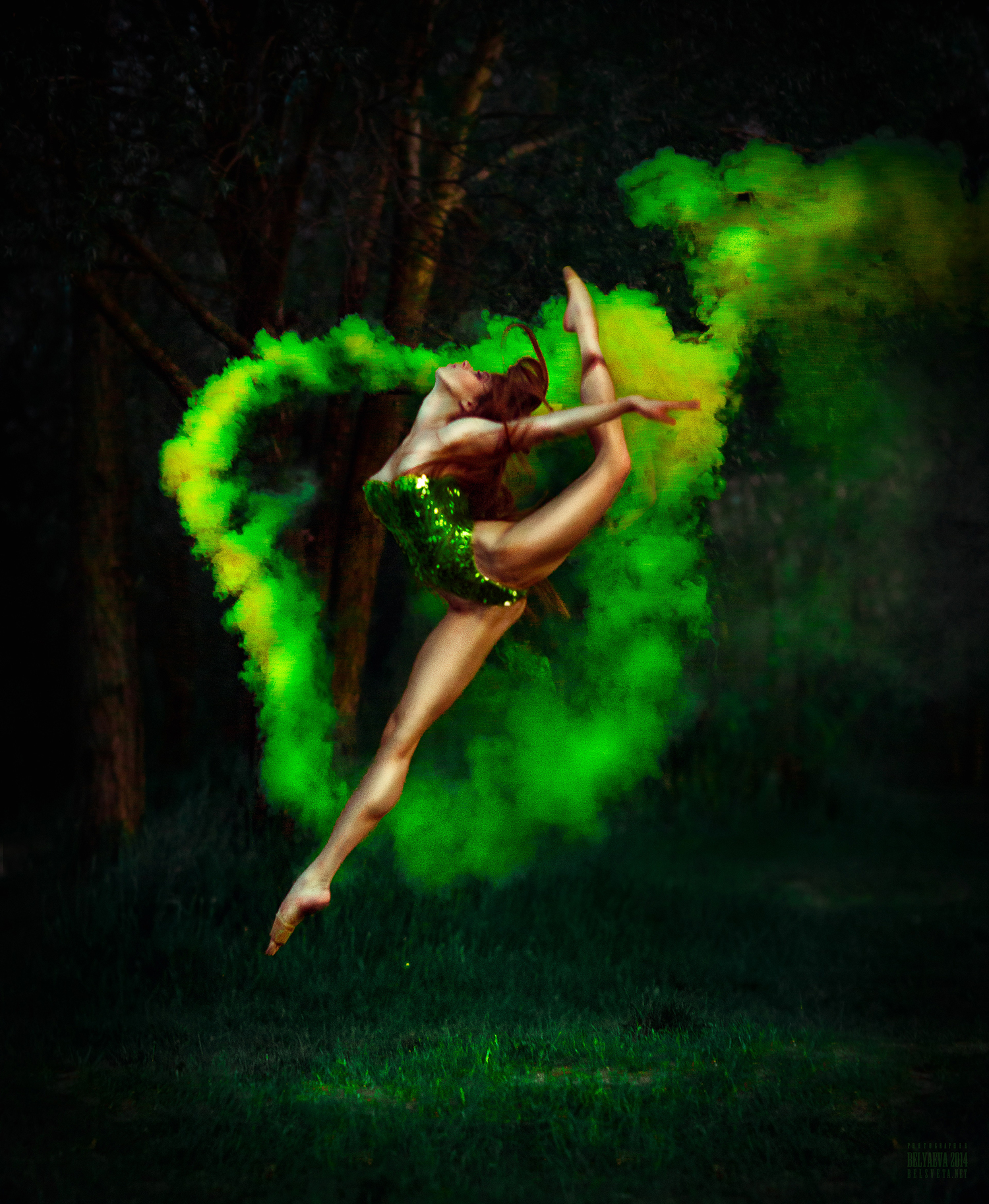
Театр огня «East fire»

Театр огня — это театр, специализирующийся на создании огненного шоу, или фаер-шоу — то есть постановок с использованием открытого огня. Чаще всего спектакли проходят на открытом пространстве — на улице, площади, в парке и т. п. по той причине, что сценическая работа с огнём накладывает высокие технологические требования к сцене (негорючий материал сцены, отсутствие дорогостоящей аппаратуры и пожарной сигнализации над сценой, размер сцены). При этом театры огня нередко позиционируют себя как уличный театр. Как бы то ни было, театры огня нередко выступают и без огня, использую флюоресцентные и светодиодные костюмы и реквизит. В целом, театры огня — достаточно молодое направление, и большая часть подобных театров — это стихийные группы одиноких любителей пои, фаерщиков, решивших объединиться для совместного изучения техники владения реквизитом.

## Классификация театров и представлений
По профессионализму можно выделить:
- Любительские огненные театры (частичное или полное отсутствие сюжета, хореографии и постановка, свободная форма одежды, акцент только на технику вращения/жонглирования предметом, как таковую);
- Профессиональные огненные театры (в представлении как правило имеется сюжет, у актеров — костюмы, хорошая техника совмещена с качественной хореографией, в представлении задействовано множество различного реквизита).

Виды представлений:
- Уличное выступление (нет жесткого тайминга, большая доля импровизации, как правило, в сопровождении живых музыкальных инструментов: барабаны, диджериду, варганы, волынки, гитары и т. д.);
- Встреча гостей (у входа на какое-нибудь мероприятие вас встречают люди с огнём) или go-go с огнём (клубный вариант).
- Огненно-пиротехническое шоу (музыкальное костюмированное постановочное шоу с жестким таймингом с использованием различного огненного реквизита и пиротехники, длится около 10 минут);
- Световое (светодиодное) представление (в связи с тем, что в последние годы в помещениях нельзя использовать открытый огонь во время представлений, для огненного реквизита появился аналог — светодиодный (световой) реквизит, который выглядит также, как огненный, только вместо света огня, на зрителя льется свет лампочек);

Близкие направления — цирк, перформанс, хеппенинг, факирство.

## Особенности
Главной особенностью театров огня следует считать то, что их, по сути, нельзя классифицировать как «театр», а скорее как «перфоманс-группы». Подобная деятельность в англоязычной терминологии именуется «performance art». Лишь отдельные коллективы из них действительно создают драматические спектакли с ярко выраженным сюжетом, персонажами, завязкой, развитием и кульминацией. В этой связи, огненные представления скорее ближе к цирковым нежели к театральным.

## Используемый реквизит
Основная статья Огненное Шоу
- Роуп-дарт
- Пои
- Веера
- Стафф
- Дабл стафф
- Трипл стафф
- Драгон-стафф
- Дэвил Стик
- Леви Стик
- Снейки (веревки)
- Палм торчи
- Огненные Чаши
- Хендсы (пальцы)
- Кубы
- Бугенги
- Огненные нунчаку
- Огнненый обруч
- Огненные мечи
- Огненные булавы
- Огненные хлысты
- Огненные зонтики
- Огненные скакалки
- Огненные короны
- Пиротехника

Кроме того, огненные театры нередко используют огненные декорации костюмы и многое другое.